# Andropogon brachystachyus
Andropogon brachystachyus är en gräsart som beskrevs av Alvin Wentworth Chapman. Andropogon brachystachyus ingår i släktet Andropogon och familjen gräs.
Artens utbredningsområde är Florida. Inga underarter finns listade i Catalogue of Life.